# La Garde (Isère)
Garde – miejscowość i gmina we Francji, w regionie Owernia-Rodan-Alpy, w departamencie Isère.
Według danych na rok 1990 gminę zamieszkiwały 52 osoby, a gęstość zaludnienia wynosiła 6 osób/km² (wśród 2880 gmin regionu Rodan-Alpy Garde plasuje się na 1566. miejscu pod względem liczby ludności, natomiast pod względem powierzchni na miejscu 1228.).